# Kovinska vez
Kovinsko vez tvorijo elektropozitivni elementi. Ko se kovinski atomi močno približajo, se lahko začnejo šibko vezani valenčni elektroni premikati od enega k drugemu atomu: nastane skupen elektronski oblak. Elektroni niso lokalizirani v posamezne vezi, temveč se lahko gibljejo bolj ali manj prosto po celotni kovini. Iz tega izhaja velika električna in toplotna prevodnost kovin. Kovinska vez ni usmerjena, zato se atomi poskušajo obdati s čim večjim številom sosedov. Tako nastanejo najbolj gosto zasedene kristalne zgradbe.